# Tiara i korona
Tiara i korona – powieść historyczna Teodora Jeske-Choińskiego z 1900 roku.
Po raz pierwszy po wojnie wydana przez 1958 r. przez  Wydawnictwo Śląsk, drugie wydanie w 1968, ponownie przez Instytut Prasy i Wydawnictw „Novum” (Warszawa 1989), wznowiona przez Wydawnictwo Diecezjalne (Sandomierz 2016).

## O książce
Kanwą powieści jest słynny spór między cesarzem Henrykiem IV a papieżem Grzegorzem VII o dominację w świecie chrześcijańskim, którego podstawą była kwestia inwestytury. Autor próbuje się trzymać faktów historycznych i przedstawiać sytuację w sposób obiektywny i bezstronny, chociaż, jak sam zaznacza we wprowadzeniu do książki, przez niektórych został posądzony o stronniczość na rzecz cesarza. Przyznając się zdecydowanie do przekonań katolickich, Jeske-Choiński nie chce jednak powtarzać nieuzasadnionych twierdzeń stawiających w pozytywnym świetle jedynie papieża,  pisząc:
Będąc katolikiem nie tylko z chrztu, ale także i sympatii osobistych, nie mogłem mieć zamiaru, ani chęci obniżenia wartości męża, który należy do najzasłużeńszych władców Kościoła. Z tego jednak nie wypływa, abym powtarzał za wrogami Henryka wszystkie plotki i oszczerstwa i robił tendencyjnie „czarnym charakterem” nieszczęśliwego cesarza za to, że bronił przywilejów, które uważał za swoje prawo. (...) Odtwarzając w formie artystycznej spór Grzegorza z Henrykiem, starałem się być przedmiotowym – o ile to w mocy człowieka – sprawiedliwym dla obu stron (s. 8).
Powieść odtwarza tło, istotę i skutki konfliktu między władzą świecką a duchowną o inwestyturę. Autor wiele miejsca poświęca wyłożeniu racji oponentów, ubierając swoje wywody w szatę dialogów lub przemyśleń głównych bohaterów. Poglądy Grzegorza VII zaczerpnął z jego listów. J
Konflikt polityczny o zabarwieniu religijnym jest głównym wątkiem powieści, ale autor nie omieszkał wpleść w nią również wątku miłosnego. Jego bohaterami są doradca Henryka IV – Bertold z Merseburga i przyrzeczona mu już w dzieciństwie Judyta z Hohenau. Początkowo los stawia ich po przeciwnych stronach konfliktu, ale z czasem Judyta przechodzi na stronę Henryka, nie zważając na klątwę rzuconą na króla.